# Quint Fabi Labeó
Quint Fabi Labeó (en llatí Quintus Fabius Labeo) va ser un magistrat romà. Formava part de la gens Fàbia.
Va ser qüestor urbà l'any 196 aC i junt amb el seu col·lega Luci Aureli va imposar als àugurs i sacerdots el pagament d'un tribut al que feia anys que es resistien.
L'any 189 aC va ser nomenat pretor i, per sorteig, li va tocar el comandament de la flota. Amb ganes de donar-se a conèixer, va navegar d'Efes a Creta on va informar que hi havia molts ciutadans romans convertits en esclaus. Ningú, només els ciutadans de Gortina, va atendre les seves peticions d'alliberar-los, i va poder donar la llibertat a 4.000 d'aquella ciutat, segons Quint Valeri Ànties. També va exigir al Regne de Macedònia la retirada de les seves guarnicions a Enos i Marònia. Segons un tractat fet entre el rei de Macedònia i Gneu Manli Vulsó feia poc, es va dirigir també a Patres per foragitar a les naus macedònies que hi havia en aquest port. Després va ocupar Telmissos i finalment va tornar a Itàlia. Va exigir i obtenir els honors del triomf, tot i l'oposició dels tribuns de la plebs.
L'any 185 aC va ser candidat al consolat, però va ser elegit Publi Claudi Pulcre per la intervenció del seu germà Api Claudi, que era cònsol en aquell moment. Era la segona vegada que optava a aquesta magistratura. El 184 aC va ser nomenat triumviri coloniae deducendae per fundar colònies a Potentia i Pisaurum. Finalment l'any 183 aC va ser elegit cònsol amb Marc Claudi Marcel. Els dos cònsols van rebre la província de Ligúria. El 180 aC va ser nomenat pontífex. Ciceró explica una història o una anècdota que diu que Fabi Labeó va ser nomenat àrbitre en un conflicte de terres entre Neàpolis i Nola i que va organitzar una trampa sense que ningú ho descobrís on va assignar una part de les terres a Roma.